# 侧肠锡叶吸虫
侧肠锡叶吸虫（学名：Ceylonocotyle scoliocoelium）为同盘科锡叶属的动物。分布于日本、印度尼西亚、巴基斯坦、非洲肯尼亚以及中国大陆的福建、广东、浙江、四川、云南等地，营寄生生活，终末宿主黄牛、水牛、山羊以及寄生于瘤胃。